# Hocheiser
Der Hocheiser ist mit einer Höhe von 3206 m ü. A. ein Berg in der Glocknergruppe und liegt im Bundesland Salzburg in Österreich. Der auf drei Seiten relativ freistehende, teils vergletscherte Berg bildet auf der Südseite eine markante dreikantige Felspyramide aus und zusammen mit dem Kleineiser (auch Kleiner Eiser) das südliche Ende des Kitzsteinhornkamms. Der Berg ist nicht durch Wanderwege, markierte oder alpine Routen erschlossen. Der Gipfel bietet eine hervorragende Rundsicht vor allem auf den Alpenhauptkamm zwischen dem Großen Wiesbachhorn und dem Großglockner, aber auch in die Granatspitzgruppe.

## Lage und Umgebung

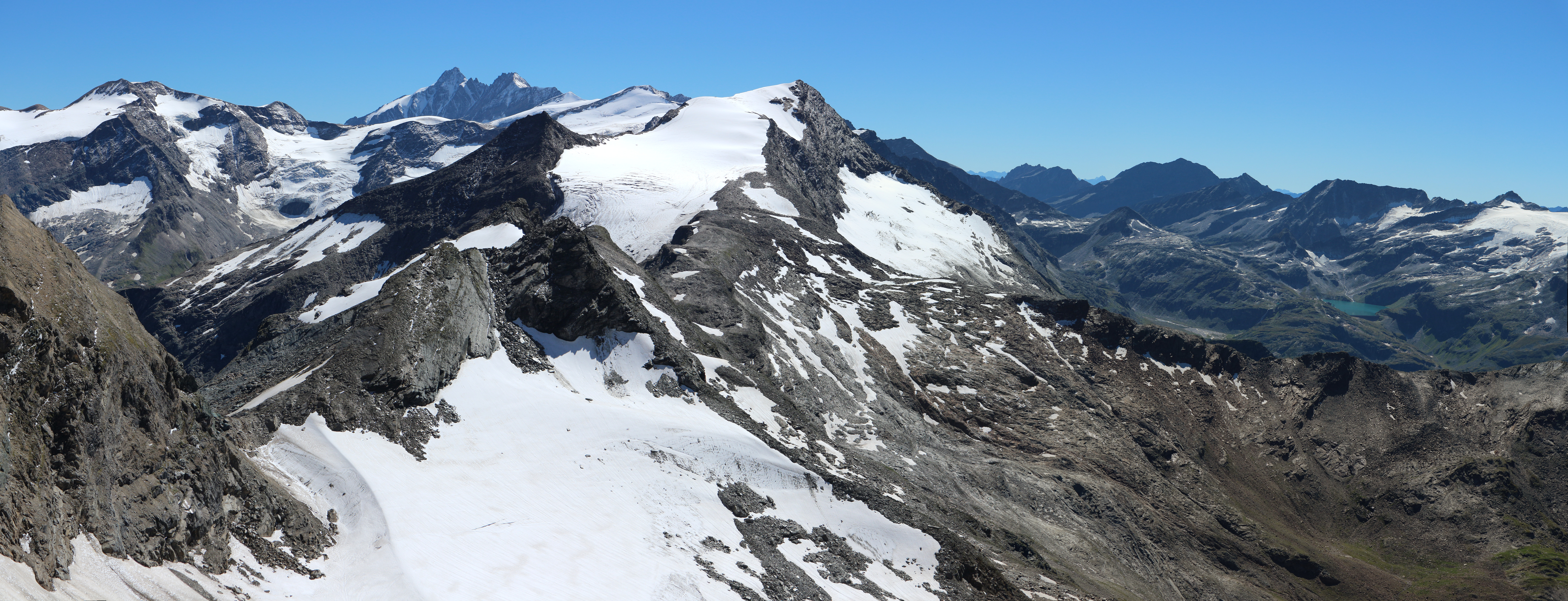
Hocheiser (Mitte), davor das Obere Hocheiserkees und rechts daneben das Schwarzkarlkees, ganz links der Mittlere Bärenkopf, dazwischen Großglockner und Glocknerwand, ganz rechts hinten Granatspitze, links davon Muntanitz, davor der Weißsee mit der Rudolfshütte

Der Hocheiser liegt mitten im Nationalpark Hohe Tauern zwischen dem Stubachtal und dem Kapruner Tal bzw. zwischen den Stauseen Tauernmoos sowie Mooserboden und ist fast vollständig von Gletschern umgeben. Im Norden liegen das Obere Hocheiserkees und das Schwarzkarlkees (auch Unteres Hocheiserkees genannt), im Osten fließt das Grießkogelkees. Im Süden liegt das Eiserkees und im Westen das  Kleineiserkees. Bedeutende benachbarte Berge sind im Norden, getrennt durch die auf 2767 m Höhe gelegene Geralscharte, das Kitzsteinhorn mit einer Höhe von 3203 m. Im Süden, jenseits der  Eiserscharte liegt der Kleine Eiser (2897 m). Nach Nordosten fällt das Gelände hinab zum Stausee Mooserboden im Kapruner Tal, nach Westen dagegen zum Tauernmoossee mit der etwas oberhalb gelegenen Rudolfshütte. Die nächstgelegene bedeutende Siedlung ist das in nordwestlicher Richtung liegende Uttendorf.

## Aufstiege
Der Hocheiser ist nicht über markierte Routen und nur über Gletscher erreichbar, so dass gutes Orientierungsvermögen und alpine Erfahrung in weglosem Gelände und mit Hochtouren erforderlich sind. Üblicherweise wird der Berg heute von Western ausgehend entweder vom Stausee Mooserboden bzw. der etwas oberhalb davon am Weißsee gelegenen Rudolfshütte (Skigebiet Weißsee-Arena) begangenen. Alternativ ist auch ein Start vom tiefer gelegenen Enzingerboden im Stubachtal möglich, dann sind allerdings rund 1700 Höhenmeter bis zum Gipfel zu überwinden. Alle drei Varianten treffen im Bereich des Schwarzkarlsees zusammen, wo der markierte Wanderweg verlassen wird und sodann ostwärts weglos teils über Steilstufen via Mitterberg zum Oberen Hocheiserkees (teils Spaltengefahr) aufgestiegen wird und über dieses dann südwärts zum oft vereisten Gipfelgrat der zum Gipfelkreuz hinauf leitet. Der Hocheiser wird vor allem im Rahmen von Skitouren bestiegen.